# 貴志康一
貴志 康一（きし こういち、1909年3月31日 - 1937年11月17日）は、大阪府吹田市、大阪市都島区、兵庫県芦屋市出身の作曲家、指揮者、ヴァイオリニスト。

## 人物・来歴

### 生涯
母の実家である大阪府三島郡吹田町（現：吹田市）の仙洞御料屋敷西尾邸に生まれる。父方の祖父は代々式部卿を務め、後にメリヤス業で成功した裕福な大商家である貴志彌右衛門（松花堂弁当の考案者）という環境で育つ。小学校5年生の時に、芦屋市に転居。14歳より、神戸市の深江文化村でミハイル・ヴェクスラーに直接ヴァイオリンを師事。音楽理論と作曲法を当時、宝塚交響楽団の指揮を務めていたヨーゼフ・ラスカより学ぶ。16歳の時に、大阪で、ヴァイオリニストとしてデビュー。留学直前の1926年秋にエフゲン・クレインからヴァイオリンの指導を受けた。旧制甲南高等学校を2年生の12月に中退。

#### 留学
1926年、17歳で渡欧、1927年、ジュネーヴ音楽院入学、ヴァイオリン科のフェルナン・クロセの教室で学び優秀な成績で修了。1928年、19歳よりベルリンに移住、ベルリン高等音楽学校でカール・フレッシュの教室に在籍。フレッシュの助手マックス・ロスタルからヴァイオリンのレッスンを受け、ロベルト・カーンに作曲を師事した。1929年に帰国したのち1930年に再渡欧。ベルリン高等音楽学校に復学し、ラジオ科でパウル・ヒンデミットから映画音楽の講義を受け、ヴァイオリン科ではヨーゼフ・ヴォルフスタールにも師事した。夜間にはドイツ劇場演劇学校で聴講生としてドイツ演劇史と演技について学んだ。1931年3月30日、ベルリン・フィルハーモニー管弦楽団の常任指揮者であったヴィルヘルム・フルトヴェングラーとの会見を望んでいた読売新聞記者・加藤鋭五（後の京極高鋭）のために、仲介者として加藤を伴いフルトヴェングラー邸を訪問。1931年7月に帰国し1932年に三度目の渡欧、ベルリンに滞在してエドヴァルト・モーリッツに作曲を師事し、作曲家・指揮者として活動した。1934年、グルック、ドビュッシー、リヒャルト・シュトラウス等を、ベルリンフィルで指揮し、11月18日には自作の交響組曲「日本スケッチ」と交響曲『仏陀の生涯』を初演、指揮する。

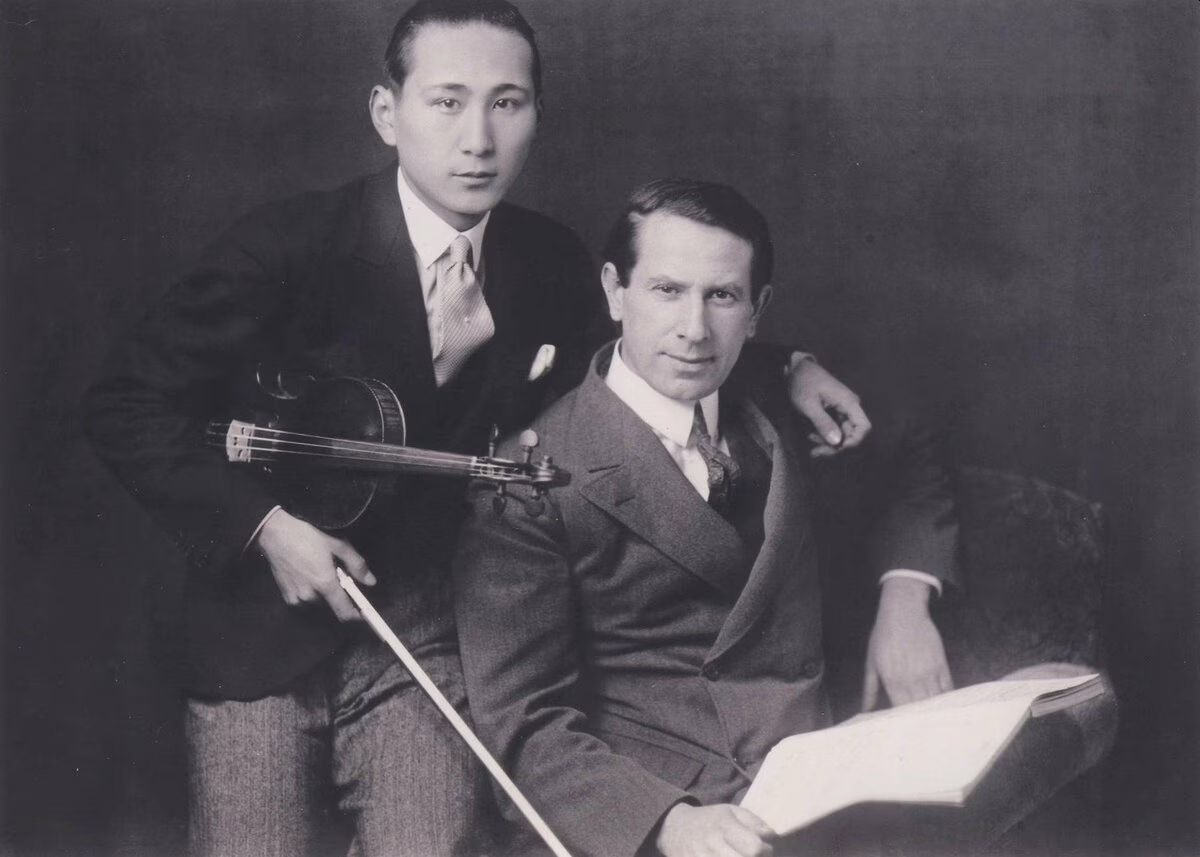
レオ・シロタ（右）と

1935年3月、テレフンケン社に自作品19曲を自身の指揮でベルリン・フィルと録音した。この時の音源はCD「貴志康一 ベルリンフィル幻の自作自演集」で復刻された。

#### 映画製作
1933年、ウーファ社のドイツ映画作品「日本の春」「鏡」の二作品を日本とベルリンで公開。京都の渡月橋や舞子の姿、奈良の東大寺が収められる。映像と音楽を用い、ヨーロッパの人々に日本の文化を紹介することを試みた。現在、これらの短編映画はドイツ連邦映像資料館に保管されている。

#### 帰国
1935年帰国。新聞にてベルリンフィル来日公演計画を発表。
1936年、東京に移住、山王ホテルでの生活が始まる。日本初の暗譜指揮によるベートーヴェンの第九を指揮する。新交響楽団（現：NHK交響楽団）2月19日146回定期演奏会におけるものである。他3月18日、5月28日。
ベルリン時代の旧友でもあるピアニストのヴィルヘルム・ケンプ初来日。新交響楽団公演で独奏者として迎える。
1936年に虫垂炎をこじらせ、1937年11月、腹膜炎のため28歳で死去した。墓は京都市右京区にある妙心寺徳雲院にある。

### 再評価
母校の甲南中学校・高等学校には「貴志康一資料室」があり彼の作品に触れることができる。同校の元教員・日下徳一による『貴志康一 - よみがえる夭折の天才』（音楽之友社、2001年）、毛利眞人による評伝『貴志康一 - 永遠の青年音楽家』（国書刊行会、2006年）が出版され、また小松一彦らが貴志の曲を復活させ話題を呼んでいる。
2009年3月31日、「貴志康一生誕100年記念コンサート」が小松一彦指揮大阪フィルハーモニー交響楽団演奏、ザ・シンフォニーホールにて行われた。ソプラノ坂本環、ソロ・ヴァイオリニストに小栗まち絵を迎え、歌曲「天の原」「かごかき」「赤いかんざし」「力車」、ヴァイオリン協奏曲、交響曲「仏陀」が演奏された。
甲南大学および甲南中学校・高等学校では、様々な場面で彼のヴァイオリン曲「竹取物語」が使用されている。中高では、講堂での入学式・卒業式・入試説明会などの式典開始前には同曲の音源が流れるほか、授業の開始・終了時（チャイム）および最終下校時刻にはアレンジ音源が流れる。（それぞれ別のアレンジ）
甲南大学の1限授業開始前にも「竹取物語」が流れ、こちらは中高の講堂と同じ原曲音源である。

## 逸話
1949年（昭和24年）湯川秀樹のノーベル物理学賞受賞の後の晩餐会の時に、貴志康一の楽曲「竹取物語」が演奏された。

### ストラディヴァリウス
1929年、「キング・ジョージ三世」と名付けられた1710年製のストラディヴァリウスを当時の6万円で父親の貴志弥右衛門が購入。初めて帰国した時、新聞が「6万円といふ名器抱いて若き貴志君帰る」と書き立てた。現在このストラディヴァリウスはハビスロイティンガー・ストラディヴァリウス財団が所有。時々、日本に来る際「日本の音楽家・貴志康一が演奏に使っていたヴァイオリンで、日本人が耳にした最初のストラディヴァリウスであった」と紹介される。

## 代表作

### 管弦楽曲・協奏曲
- 交響曲「仏陀」[3]（4楽章）
- 大管弦楽のための「日本スケッチ」[3]（市場、夜の曲、面、祭り）
- 大管弦楽のための「日本組曲」[3]（春雨、祈り、道頓堀、淀の唄、花見、戦死）
- ヴァイオリン協奏曲[3]

### 舞台音楽
- バレエ曲「天の岩戸」（全2幕）
- オペレッタ「ナミコ」（シュレーダー・シュロムの脚本による。全3幕）

### 室内楽曲
- ヴァイオリンソナタ ニ短調
- ヴァイオリン曲「竹取物語」1933年[3]「黒船」「スペイン女」など10曲以上。

### 声楽
- 歌曲「かごかき」「赤いかんざし」「八重桜」「富士山」など14曲以上。自作の詞による作品が多い。

#### 短編映画
- 1933年「鏡」Spiegel（16分）（監督・音楽）
- 1932年 Dai-yon sakuhin（監督）
- 1932年 ippun-kan no shisaku（監督）
- 1934年「春」Im Frühling - Ein Film von japanischen Frühlingsfesten (13分）（監督・音楽）ソプラノ：湯浅初枝、ウーファ社製作。
- 映画音楽「海の詩」

## 家族
- 父方曽祖父・貴志吉右衛門は和歌山県平民[15]。
- 父方祖父・初代貴志弥右衛門（1846年生、幼名・弥助）は吉右衛門の二男で、大阪に出て生地問屋で財を成し、屈指の資産家となった[15]。
- 父・2代貴志弥右衛門（1882－1936、幼名・奈良二郎）は先代弥右衛門の長男で、東京帝国大学卒、家業の繊維問屋を継ぎ、大阪心斎橋で洋反物商を手広く営むかたわら、趣味人としても知られ、1920年に甲南高等女学校が創立されると教頭として教壇にも立った[16][17]。同年、自邸の日本館の横に、今北乙吉の設計によるゼツェシオン様式の二階建て洋館を建設[18]。茶人としても知られ、藪内流茶道を修め、1922年に妙心寺徳雲院に茶室聴雪居を設け、1929年から雑誌『徳雲』を主宰した[16]。
- 母・カメ（1888年生）は、大阪府三島郡吹田村（現：吹田市）の素封家・西尾与左衛門11代 (1863-1925) の二女。西尾家は江戸時代には仙洞御料の庄屋を勤め、代々農業と酒造業を営んできた府下屈指の名家であり、カメの実家は吹田西尾一族の総本家で、兄（与左衛門12代）が家督を継いだ[19][20]。生家の西尾家住宅（吹田文化創造交流館）は、国指定重要文化財として保存・公開されている[20]。
- 妹・アヤ（1910年生）は3代目山本藤助の妻。[21]
- 妹・テル（1913年生）[15]
- 妹・ミチ（1914年生）は小寺源吾次男・大次郎（帝国銀行員）の妻。[21]
- 妹・シヅエ（1916年生）は渡辺甚吉 (14代)の妻[21]
- 妹・ナミ（1917年生）は南昌洋行社長・斎藤茂一郎の子・茂男の妻。[21][22]
- 妹・ヒサ（1920年生）は三菱電機技師・長坂孝一の妻。孝一の父・長坂清太郎は大円汽船、春和汽船、三興汽船各社長。[23]
- 弟・博之助（1923年生）は家督を継ぎ弥右衛門を襲名。[21]